# Фуэго, Хавьер
Хавье́р Фуэ́го Марти́нес (исп. Javier 'Javi' Fuego Martínez; род. 4 января 1984[…], Сьеро, Астурия) — испанский футболист, игравший на позиции полузащитника.

## Карьера
Фуэго профессионально начал заниматься футболом в хихонском «Спортинге» в 1997 году. В 2002 году он был приглашён в главную команду, где провёл 5 следующих сезонов. В сезоне 2007/08 выступал в Ла-лиге. В августе 2008 подписал трёхлетний контракт (140 тысяч евро) с клубом «Рекреативо», где являлся игроком основного состава в течение двух сезонов. Но после вылета команды в Сегунду, перешёл в «Райо Вальекано».
30 января 2018 года Фуэго перешёл в «Вильярреал», с которым заключил контракт до июня 2020 года.

## Достижения
Молодёжная сборная Испании
- Победитель Средиземноморских игр: 2005